# Achim von Arnim
Karl Joachim Friedrich Ludwig von Arnim (26. ledna 1781, Berlín – 21. ledna 1831, Wiepersdorf) byl německý romantický básník a prozaik, společně s Clemensem Brentanem hlavní představitel mladšího proudu německé romantiky (Hochromantik), tzv. heidelberské skupiny romantiků.

## Život
Achim von Arnim se narodil roku 1781 v Berlíně. Pocházel z pruské šlechtické rodiny, která měla blízko ke královskému dvoru, neboť jeho otec, Joachim Erdmann von Arnim (1741–1804) byl královským komořím. Matka mu zemřela brzy po narození, a tak byl společně se starším bratrem vychováván svou babičkou z matčiny strany.
Během svých studií práva a přírodních věd na univerzitách v Halle a v Göttingenu se v letech 1798–1801 seznámil s básníky Ludwigem Tieckem a Clemensem Brentanem a po dokončení studií se pod vlivem Goethových a Herderových spisů začal zcela věnovat literatuře. Aby mohl sbírat lidovou slovesnost, cestoval se svým bratrem po Německu, Švýcarsku, Francii, Anglii a horní Itálii. Po svém návratu z cest roku 1804 začíná společně se svým přítelem Brentanem připravovat sbírku německých lidových a starých písní Chlapcův kouzelný roh, kterou vydali ve třech svazcích v letech 1806 až 1808. Společně také vydávali roku 1806 v Heidelbergu romantické Noviny pro poustevníky (Zeitung für Einsiedler).
Roku 1811 se Achim von Arnim oženil s mladší Brentanovou sestrou Bettinou (1785–1859), ženou pronikavého intelektu a ohromující aktivity, se kterou měl dva syny. Když mu cenzura prakticky znemožnila žurnalistickou činnost, žil především na svém statku ve Wiepersdorfu a psal prozaické práce, které se vyznačují bohatstvím uměleckého tvaru (překračujícího někdy i hranice logiky pravidel), strhující fantazií poutavých milostných, dobrodružných a strašidelných příběhů i bujným lidovým veselím.
Achim von Arnim zemřel neočekávaně roku 1831 na svém statku ve Wiepersdorfu.

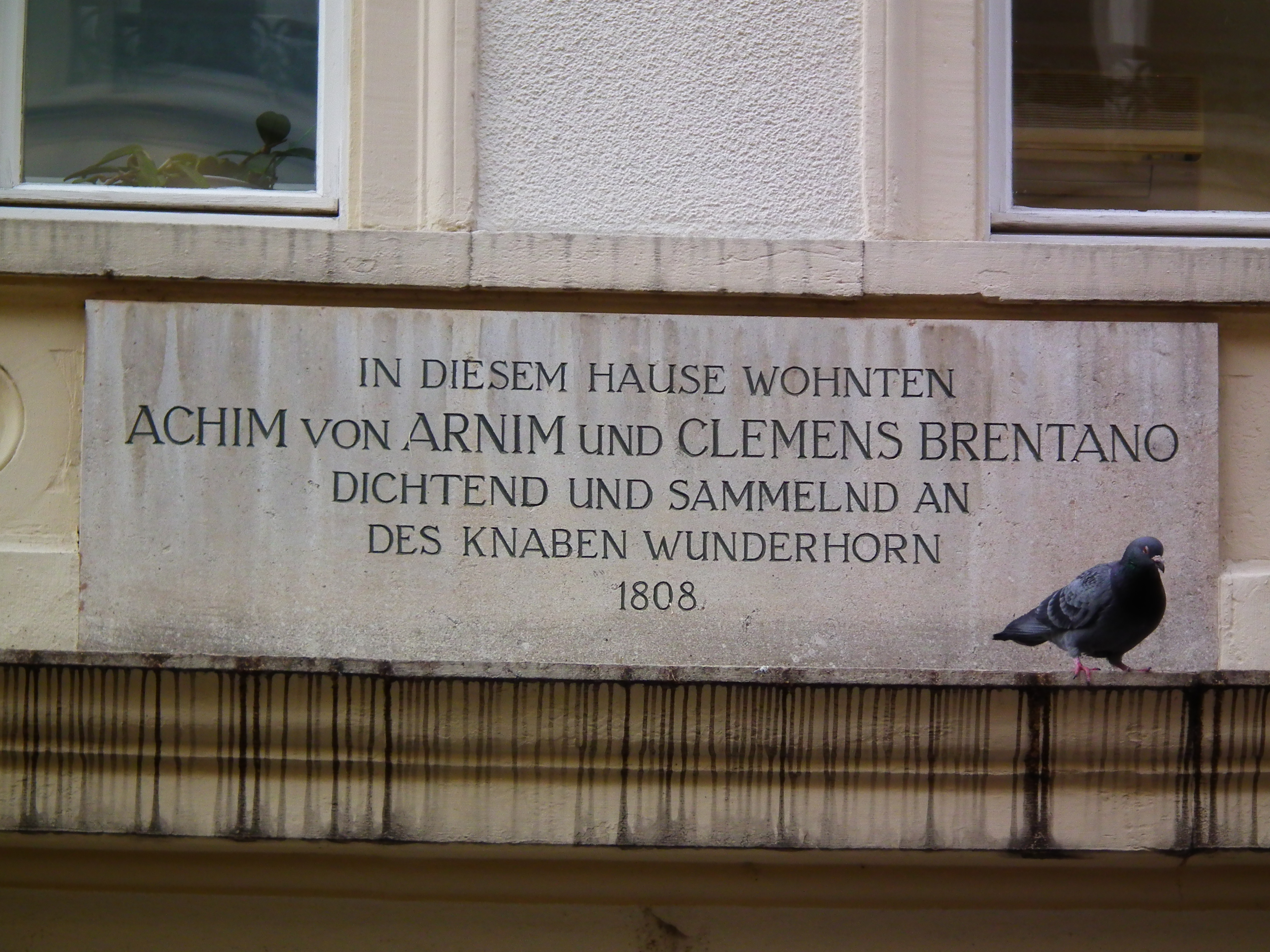
Pamětní deska. (Heidelberger Altstadt, Baden-Württemberg, Německo)

## Dílo
- Hollinův milostný život (1802, Hollin's Liebeleben), román,
- Alois a Růžena (1803, Aloys und Rosa), novela,
- Vojenské písničky (1806, Kriegslieder), lyrika,
- Chlapcův kouzelný roh (1806–1808, Des Knaben Wunderhorn), sbírka německých lidových a starých písní (tři díly), kterou Achim von Arnim vydal společně se svým přítelem Clemensem Brentanem. Sbírka čerpá ze soudobého lidového zpěvu, ze starší měšťanské poezie, z tvorby básníků 16.–18. století i z písní kramářských, přičemž její autoři provedli v písních řadu změn, úprav a doplňků. Vedle balad, morytátů, písní historických a legend obsahuje sbírka i kostelní zpěvy, milostnou poezii, písně vojenské, tovaryšské a dětské a další.
- Útěšná samota (1808, Tröst Einsamkeit), knižní podoba Arnimových Novin pro poustevníky',
- Zimní zahrada (1809, Der Wintergarten), prozaický protějšek Chlapcova kouzelného rohu, sbírka převyprávěných starších německých lidových povídek,
- Bohatství, vina a pokání hraběnky Dolores (1810, Armuth, Reichthum, Schuld und Busse der Gräfin Dolores), román,
- Halle und Jerusalem (1811), divadelní hra,
- Isabela egyptská (1812, Isabella von Ägypten), novela,
- Melika Maria Blainville (1812, Melück Maria Blainville), novela,
- Tři láskyplné sestry a šťastný barvíř (1812, Die drei liebreichen Schwestern und der glückliche Färber), novela,
- Jeviště (1813, Schaubühne), divadelní hra,
- Strážcové koruny (1817, Die Kronenwächter), nedokončený historický román, ve kterém autor zobrazil kulturní a společenský život 16. století v Německu (fragment druhého dílu vydala roku 1854 Bettina von Arnim),
- Paní ze Savernů (1817, Frau von Saverne), dobrodružná povídka,
- Ubytování na faře (1817, Die Einquartierung im Pfarrhause), novela,
- Vánoční výloha (1817, Die Weihnachtsaustellung), novela,
- Polámaný dostavník (1818, Die zerbrochene Postkutsche), novela,
- Šílený invalida na pevnůstce Ratonneau (1818, Der tolle Invalide auf dem Fort Ratonneau), novela,
- Kníže Skorobůh a zpěvák Polobůh (1818, Fürst Ganzgott und Sänger Halbgott), novela,
- Majorátní páni (1820, Die Majoratsherren) novela,
- Venkovský život (1826, Landhausleben), sbírka povídek,
- Kde se kovají sňatky (1839, Die Ehenschmiede), posmrtně vydaná povídka,
- Papežka Jana (1846, Die Päpstin Johanna), posmrtně vydaná básnická povídka napsaná roku 1813.

## Česká vydání
- Devět balad, Otto František Babler, Olomouc 1933, ze sbírky Chlapcův kouzelný roh vybral a přeložil Otto F. Babler,
- Mužíček z mandragory, Odeon, Praha 1973, vybral a přeložil Ladislav Novák,
- Chlapcův kouzelný roh, Odeon, Praha 1980, vybral a přeložil Jindřich Pokorný.

## Další
Hudební skladatel Gustav Mahler napsal v letech 1888–1896 cyklus písní na texty ze sbírky Chlapcův kouzelný roh.